# ويليام إس. دودلي
ويليام إس. دودلي (بالإنجليزية: William S. Dudley)‏ هو مؤرخ وضابط أمريكي، ولد في 14 يوليو 1936.